# Der Hausbesitzer
Der Hausbesitzer (Originaltitel: The Landlord) ist eine US-amerikanische Filmkomödie aus dem Jahr 1970. Regie führte Hal Ashby, das Drehbuch schrieb Bill Gunn anhand des Romans Das Haus in der Poplar Street (The Landlord) von Kristin Hunter.

## Handlung
Der 29-jährige Sohn eines reichen Unternehmers, Elgar Winthrop Julius Enders, kauft ein Haus im traditionell von Afroamerikanern bewohnten Teil Brooklyns. Er will die bisherigen Mieter vertreiben und das Haus zur eigenen Residenz umbauen. Die Mieter setzen sich dagegen zur Wehr.
Enders freundet sich mit der Mieterin Francine Marie Johnson an. Er verliebt sich in Lanie, die in einem benachbarten Club als Tänzerin arbeitet. Enders gibt den Plan auf, die Mieter zum Auszug zu zwingen, und renoviert auf eigene Kosten die Wohnungen.
Johnson wird von Enders schwanger, worauf ihr Ehemann Copee, ein politischer Aktivist, den Hausbesitzer mit einer Axt angreift. Später gebärt sie das Kind, das helle Haut hat, und übergibt es Enders, dessen Eltern seine Entscheidungen inzwischen akzeptieren. Enders zieht gemeinsam mit Lanie in eine der Wohnungen ein.

## Hintergrund
Die Weltpremiere fand am 20. Mai 1970 in den Vereinigten Staaten statt. In Deutschland kam der Film am 24. November 1975 in die Kinos.

## Kritiken
Roger Ebert schrieb in der Chicago Sun-Times vom 21. Oktober 1970, der Film sei zum Anfang eine vorhersehbare Situationskomödie. Später nehme er eine „interessante Wendung“ und beschäftige sich mit der „Schwerfälligkeit und Heuchelei der verbreiteten rassistischen Vorurteile“. Die zahlreichen Dialoge seien genauso einfach wie auch „sehr stark“ – sie würden ein ehrlicheres, obwohl weniger optimistisches Bild der Rassenproblematik bieten, als in den amerikanischen Filmen gewohnt.
Die Zeitschrift Variety schrieb im Jahr 1970, die Besetzung sei „einheitlich ausgezeichnet“. Der Film sei am besten an jenen Stellen, die zwischenmenschliche Beziehungen zeigen würden.

## Auszeichnungen
Lee Grant war im Jahr 1971 in der Kategorie Beste Nebendarstellerin für den Oscar und in der Kategorie Beste Nebendarstellerin für den Golden Globe Award nominiert. Sie und Diana Sands waren 1971 für den Laurel Award nominiert. Der Film war im Jahr 1972 für den Britischen Filmpreis (United Nations Award) nominiert.